# Ана Лорена Санчес
Ана Лорена Санчес (на испански: Ana Lorena Sánchez Mondragón) е мексиканска актриса.

## Биография и творчество
Само на няколкомесечна възраст, семейството ѝ се премества в малко село в южната част на Тексас, където израства.
През 2006 година е била модел за мексиканското списание „Tú“.
През 2007 година участва в конкурс за красота и талант „Today's Girl“. Наградата ѝ помага да участва в „Talent América“, където печели първо място за модел, второ място за актьорство и трето място за солово изпълнение на арабски танц.
След като завършва гимназия и издържа изпитите за университета, Ана Лорена решава да се върне в света на шоуто. В малка телевизионна компания води прогнозата за времето. Освен това, води сутрешно предаване „Alegre Despertar“. Работи и в една радио станция.
Решена да се бори за мечтата си – да бъде актриса, Ана Лорена се премества в Маями. Там получава първата възможност да покаже таланта си с роля в теленовелата на Телемундо „Relaciones Peligrosas“/
През 2014 година получава първата си главна роля – в теленовелата „Cosita Linda“, в която си партнира с актьора Кристиан Мейер.

## Филмография
| Year        | Title                 | Role              | Notes          |
| ----------- | --------------------- | ----------------- | -------------- |
| 2012        | Relaciones peligrosas | Elizabeth Gómez   | Recurring role |
| 2014        | Tu día alegre         | Herself           | Special guest  |
| 2014        | Cosita linda          | Ana Lorena Rincón | Lead role      |
| 2014 – 2015 | Земя на честта        | Sofia del Junco   | Lead role      |
| 2015        | Demente criminal      | Carla             | Recurring role |